# Vorläufige tschecho-slowakische Regierung
Die Vorläufige tschecho-slowakische Regierung (auch in der Schreibweise tschechoslowakische b), auch Vorläufige Exilregierung genannt, tschechisch prozatímní česko-slovenská vláda), geleitet durch den Vorsitzenden Tomáš Garrigue Masaryk, war die erste amtierende Regierung der Tschechoslowakei und war vom 14. Oktober 1918 bis 14. November 1918 im Amt; an diesem Tag wurde sie durch die erste reguläre Regierung Karel Kramář ersetzt.

## Hintergründe der Regierungsbildung
Der Zerfall der Habsburgermonarchie und die daraus resultierenden Folgen geschahen zum Teil überstürzt, worauf die Subjekte der Nachfolgestaaten nicht immer vorbereitet waren, so dass sie bei deren Bildung improvisieren mussten. Dieser Umstand begleitete auch den komplizierten Werdungsprozess der ersten Regierungen der Tschechoslowakei.
Der seit 1916 existierende Tschechoslowakische Nationalausschuss mit Karel Kramář als Vorsitzendem wurde im Juli 1918 neu formiert, nachdem man die Verhandlungen mit der Regierung in Wien als illusorisch betrachtete und beendete. Der Ausschuss nahm in Prag seine Arbeit auf, dessen Hauptziel die sorgfältige Vorbereitung für die Machtübernahme bestand, um Chaos zu vermeiden. Parallel dazu gab es jedoch noch den Tschechoslowakischen Nationalrat, der 1916 in Paris als repräsentatives Organ des Widerstandes im Ausland mit Masaryk als Vorsitzenden gegründet wurde.
Der Nationalrat in Paris wurde zwischen Juli und September 1918 von mehreren Alliierten anerkannt, zuletzt auch von den Vereinigten Staaten, die ihn als "de facto eine den Krieg führende Regierung" bezeichneten. Aus diesem Rat ging folglich problemlos am 14. Oktober 1918 ebenfalls in Paris eine provisorische Regierung unter dem Vorsitz von Masaryk hervor; sie wurde durch Edvard Beneš und Alois Rašín proklamiert. Sie nahm dann umgehend diplomatische Beziehungen zu Großbritannien, Frankreich, Italien, den Vereinigten Staaten und Russland auf und wurde damit de facto anerkannt.  Der tschechische Historiker Robert Kvaček erklärt diese recht frühe Gründung einer Regierung mit der Befürchtung tschechischer und slowakischer Politiker, die alliierten Entente-Mächte könnten vielleicht doch noch zu einem Abkommen mit Österreich kommen, was das Überleben der Monarchie sichern würde.
Vertreter beider Organe trafen sich in Genf, wo sie vom 28. bis 31. Oktober 1918 über den künftigen Staat, seine Regierung und andere Aspekte verhandeln wollten. Infolge der schnellen Entwicklung wurde allerdings per Gesetz des Nationalausschusses am 28. Oktober 1918 in Prag der neue Staat proklamiert. Das Präsidium des Nationalausschusses führte fortan einige Verwaltungs- und Regierungsfunktionen wie die Vorbereitung und Bildung von Ministerien aus, dies jedoch einvernehmlich mit der vorläufigen Exilregierung.
Am 14. November 1918 kam es dann zur Bildung einer regulären Regierung Karel Kramář aus den Mitgliedern der vorläufigen Exilregierung und dem Präsidium des Nationalausschusses.

## Regierungszusammensetzung
- Tomáš Garrigue Masaryk, Vorsitzender der Regierung (auch: Präsident bzw. Vorsitzender des Ministerrates), Finanzminister
- Edvard Beneš, Außenminister, Innenminister
- Milan Rastislav Štefánik, Minister für das Militärwesen a)